# Крайні точки Уругваю

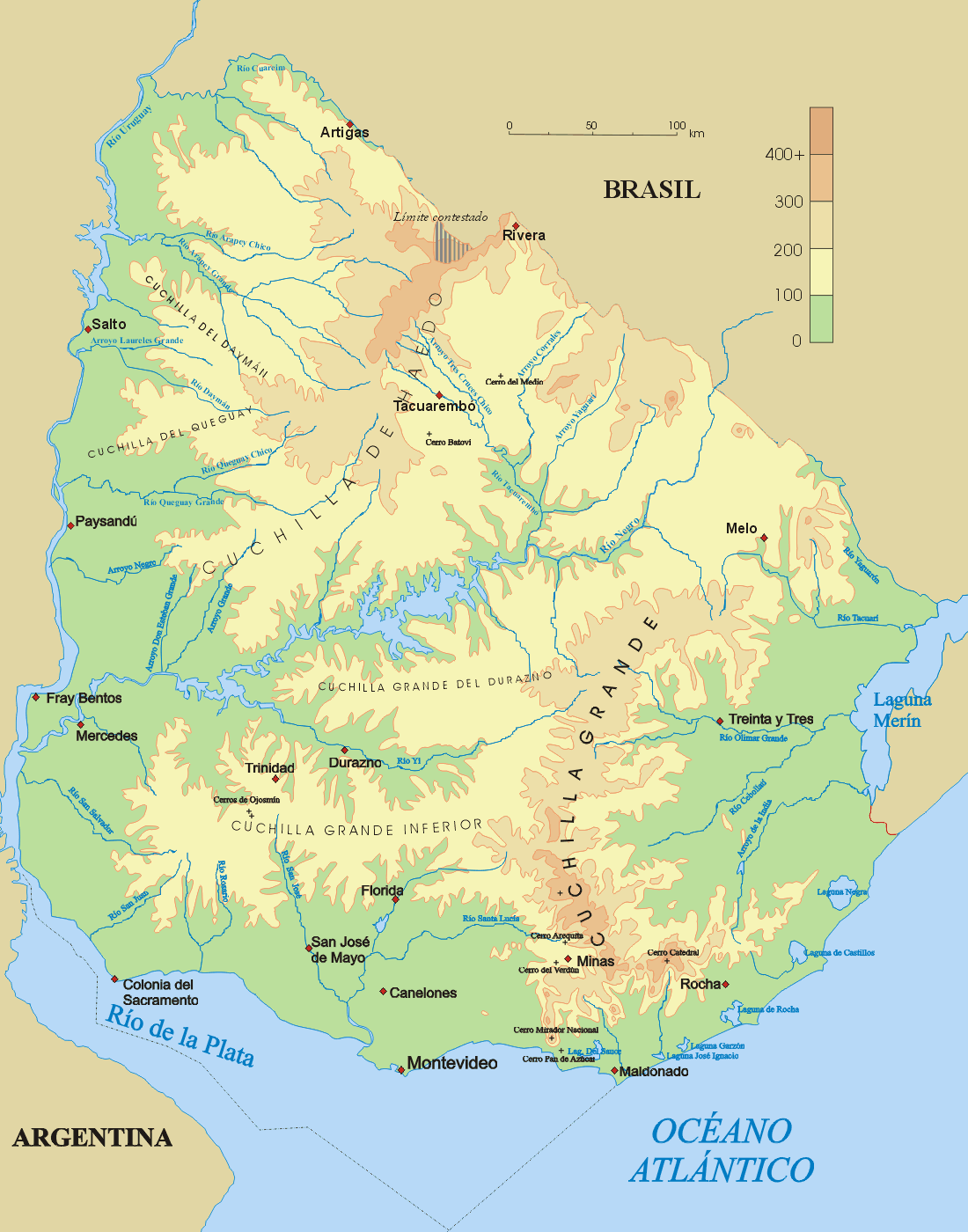
Фізична карта Уругваю.

Це список крайніх точок Уругваю, які знаходяться далі на північ, південь, схід та захід,, а також найвищих і найнижчих точок.

## Крайні точки
- Північна точка: північна точка Артигаса : 30°05′08″ пд. ш. 56°57′06″ зх. д. / 30.08556° пд. ш. 56.95167° зх. д.
- Південна точка: Лобос : 35°01′52″ пд. ш. 54°53′02″ зх. д. / 35.031° пд. ш. 54.884° зх. д.
- Південна точка (материк): Есте, Мальдонадо : 34°58′23″ пд. ш. 54°57′04″ зх. д. / 34.973° пд. ш. 54.951° зх. д.
- Західна точка: Пунта Ареналь Гранд, Сан - Сальвадор, Сорьяно : 33°41′00″ пд. ш. 58°26′21″ зх. д. / 33.68333° пд. ш. 58.43917° зх. д.
- Східна точка: гирло річки Жаґуарон на Лагуні Мірим, Серро-Ларго : 32°39′14″ пд. ш. 53°10′58″ зх. д. / 32.65389° пд. ш. 53.18278° зх. д.

## Найвища та найнижча точка
- Найвища точка: Серро-Катедраль Мальдонадо, 514 м
- Найнижча точка: узбережжя на рівні моря.